# Whisky giapponese

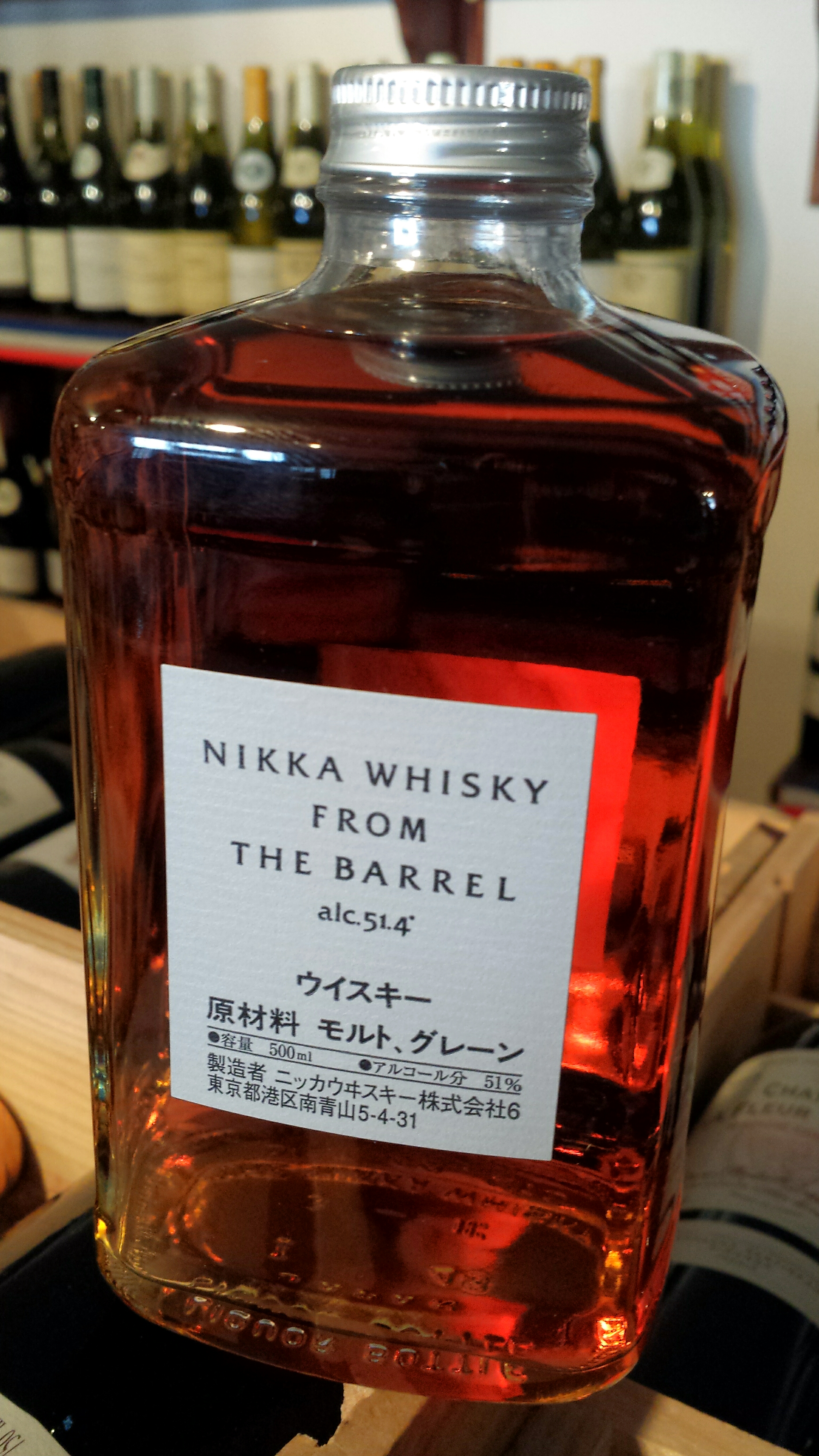
Bottiglia di Nikka

Il whisky giapponese è una bevanda alcolica ottenuta dalla distillazione di cereali.

## Storia
L'inizio esatto della produzione di distillati di cereali in Giappone non è noto con esattezza, tuttavia circa nel 1870 è accertato ci fossero dei distillatori amatoriali, che producevano e consumavano in proprio la bevanda, limitandosi occasionalmente alla vendita.
I primi occidentali ad assaggiare il whisky giapponese furono dei soldati dell'American Expeditionary Force Siberia ad Hakodate nel settembre 1918. I soldati riferirono di un distillato locale chiamato Queen George, reperibile in zona, che essi descrissero come del tutto simile al whisky scozzese. Tuttavia di questa marca non si hanno notizie e non è noto attualmente con certezza di cosa fosse composta, anche se difficilmente si ritiene potesse essere davvero scotch.
L'introduzione della produzione industriale di whisky in Giappone si deve principalmente a Shinjirō Torii e al suo collaboratore Masataka Taketsuru. Torii era un farmacista che in seguito al successo della sua attività decise di espandere il proprio giro d'affari fondando una società (chiamata Kotobukiya e successivamente Suntory) dedicata all'importazione di liquori dall'occidente. Nel 1907 ideò anche una propria etichetta di vino liquoroso chiamata Akadama. L'iniziativa ebbe successo e Torii scelse di andare oltre, contro il parere dei suoi stessi dirigenti, iniziando a produrre localmente distillati su imitazione di quelli europei e americani. Shinjirō Torii riuscì ad imporsi sul proprio management e alla fine riuscì a costruire la prima distilleria di whisky a Yamazaki, nelle vicinanze di Kyoto, nel 1924. L'area era famosa per l'eccezionale qualità della sua acqua, al punto che il leggendario maestro del tè Sen no Rikyū decise di costruire qui la propria casa da tè.
Non avendo le competenze necessarie per avviare una produzione disciplinata Shinjirō Torii dovette cercare qualcuno che lo aiutasse e trovò la persona che cercava in Masataka Taketsuru, assumendolo come direttore della distilleria. Taketsuru aveva studiato in Scozia l'arte della preparazione dello scotch whisky ed era rientrato in Giappone nei primi anni venti. Taketsuru prese a modello il disciplinare di produzione scozzese, apportando leggere modifiche per adattarlo alle particolari differenze tra il clima ed il terreno scozzese con quello giapponese. Nel 1934 Taketsuru lasciò la Kotobukiya e si mise in proprio, fondando la Dainipponkaju (successivamente chiamata Nikka). Tuttora le due aziende fondate da Torii e Taketsuru sono i maggiori produttori giapponesi di whisky.

## Distillerie
Dal 2011, con la riapertura della distilleria Shinshu sono presenti nove distillerie su tutto il territorio giapponese. L'elenco delle distillerie operative è il seguente:
- Yamazaki: di proprietà di Suntory, tra Osaka e Kyoto, Honshū.
- Hakushu:di proprietà di Suntory, nella prefettura di Yamanashi, Honshū.
- Yoichi: di proprietà di Nikka, nel nord dell'Hokkaidō.
- Miyagikyo (in precedenza Sendai): di proprietà di Nikka, vicino Sendai.
- Fuji Gotemba: di proprietà di Kirin, ai piedi del Fuji, Shizuoka.
- Karuizawa: di proprietà di Mercian (a sua volta parte della Kirin), vicino Karuizawa nella prefettura di Nagano, Honshū.
- Chichibu: vicino Chichibu nella prefettura di Saitama.
- Distilleria Shinshu: di proprietà di Hombo, nella prefettura di Nagano, Honshū.
- Distilleria White Oak: di proprietà di Eigashima Shuzou, a Hyōgo, Honshū.

## Reputazione

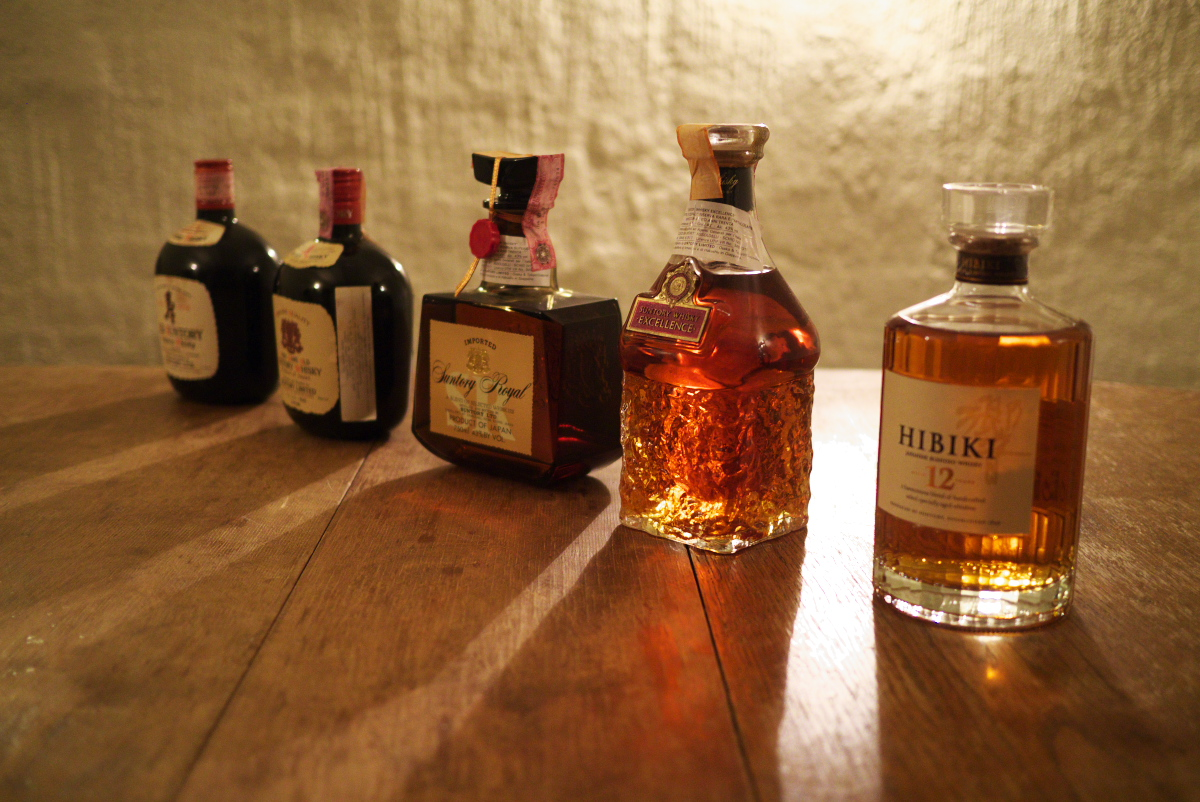
Gamma di whisky Suntory

Per molti anni si è creduto che il whisky scozzese prodotto al di fuori della Scozia, per quanto il fabbricante si potesse impegnare nel rispettare il disciplinare, non avrebbe mai potuto essere valutato sulla stessa scala del whisky scozzese originale. Per questo fino al 2000 la produzione di whisky giapponese era per la grandissima maggioranza destinata al mercato domestico, e solo in minima parte veniva esportato. La situazione ha cominciato a cambiare nel 2001, quando il Nikka Yoichi single malt invecchiato 10 anni vinse il premio "Best of the Best" ai Whisky Magazine's awards, attirando l'attenzione degli appassionati internazionali sul prodotto del Sol levante.
Da allora il mercato del whisky giapponese si è espanso e i vari distillati hanno conquistato molteplici premi in varie categorie, soprattutto Suntory nei primi anni 2000 ha fatto incetta di prestigiosi premi internazionali. Nel 2003 agli International Spirits Challenge il Suntory Yamasaki vinse la medaglia d'oro. Da allora Suntory ha continuato a vincere almeno una medaglia d'oro ogni anno fino al 2013.
Negli anni recenti i whisky giapponesi sono stati introdotti in alcune competizioni alla cieca, organizzate da Whisky Magazine, e in diverse occasioni i prodotti giapponesi hanno superato quelli originari scozzesi.

## Produzione e consumo

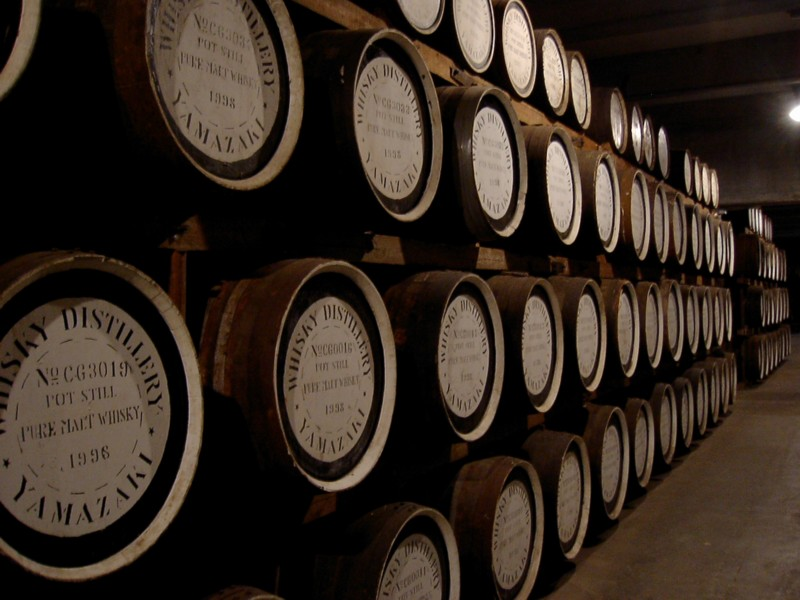
Barili in legno di Mizunara (Quercia giapponese) presso la distilleria Yamazaki

La produzione di whisky giapponese segue in modo più fedele possibile il disciplinare scozzese. La distilleria di Yoichi in Hokkaidō in particolare è stata costruita su un luogo scelto appositamente perché il suo clima e il suo terreno ricordano molto quelli scozzesi.
Il whisky giapponese viene consumato nelle stesse modalità con cui si consuma quello scozzese o lo shōchū. La maggior parte viene utilizzata per la realizzazione di cocktail, soprattutto highball (ハイボール?, haibōru). Il whisky di alta qualità viene invece consumato on the rocks. In molte parti del Giappone è diffusa anche l'usanza di bere whisky con acqua calda di inverno e fredda di estate.